# Cynophère

Cynophère von 1875

Das Cynophère war ein dreirädriges Fahrzeug des französischen Erfinders M. Huret aus dem Jahr 1875. Die Fortbewegung des am 14. Dezember 1875 patentierten Dreirades, erfolgte durch Hunde, die in zwei Laufrädern seitlich an den großen Hinterrädern das Dreirad in Schwung brachten; gesteuert wurde das Fahrzeug mit einer am Vorderrad angebrachten Lenkstange. Das Fahrzeug war, wie Setright bemerkt, „von zweifelhafter Natur, jemals dazu bestimmt, von der Gesellschaft ernst genommen zu werden.“
Ein „genial-absurdes“ Pferdedreirad von 1906 sah vor, die Hufe der Pferde in einer Pedal-Vorrichtung festzuspannen und damit die Hinterräder anzutreiben.